# Liste der Biografien/Brut
Liste der Biografien |
Portal Biografien |
Personensuche
# |
A |
B |
C |
D |
E |
F |
G |
H |
I |
J |
K |
L |
M |
N |
O |
P |
Q |
R |
S |
T |
U |
V |
W |
X |
Y |
Z |
?
 
Ba |
Be |
Bd |
Bg |
Bh |
Bi |
Bj |
Bl |
Bm |
Bn |
Bo |
Br |
Bs |
Bu |
Bw |
By |
Bz
 
Bra |
Brc |
Brd |
Bre |
Brg |
Bri |
Brj |
Brk |
Brl |
Brn |
Bro |
Brp–Brt |
Bru |
Brv |
Bry |
Brz
 
Brua |
Brub |
Bruc |
Brud |
Brue |
Bruf |
Brug |
Bruh |
Brui |
Bruj |
Bruk |
Brul |
Brum |
Brun |
Brup |
Brur |
Brus |
Brut |
Bruu |
Bruv |
Bruw |
Brux |
Bruy |
Bruz
Die Liste der Biografien führt alle Personen auf, die in der deutschsprachigen Wikipedia einen Artikel haben. Dieses ist eine Teilliste mit 57 Einträgen von Personen, deren Namen mit den Buchstaben „Brut“ beginnt.

## Brut

### Bruta
- Brutails, Jean-Auguste (1859–1926), französischer Archivar und Fotograf

### Brute
- Bruté de Rémur, Simon (1779–1839), französisch-US-amerikanischer Geistlicher, erster Bischof von Vincennes (Indiana)
- Brutenz, Karen (1924–2017), sowjetischer Politiker

### Bruti
- Bruti Liberati, Edmondo (* 1944), italienischer Staatsanwalt

### Bruto
- Bruton, David (* 1939), britisch-norwegisch Paläontologe am Naturkundemuseum der Universität Oslo
- Bruton, John (1947–2024), irischer Politiker (Fine Gael)
- Bruton, Richard (* 1953), irischer Politiker (Fine Gael)
- Bruton, Sumter (1944–2022), US-amerikanischer Blues- und Jazzmusiker (Gitarre)
- Bruton, W. Dan (* 1967), US-amerikanischer Astronom und Asteroidenentdecker

### Bruts
- Brütsch, Andres (* 1951), Schweizer Autor, Dokumentarfilmer und Produzent
- Brütsch, Egon (1904–1988), deutscher Rennfahrer und Unternehmer
- Brütsch, Ewald (* 1932), Schweizer Radsportler
- Brütsch, Fritz (1915–1953), deutscher Widerstandskämpfer gegen den Nationalsozialismus
- Brütsch, Hanns Anton (1916–1997), Schweizer Architekt
- Brütsch, Manuela (* 1984), Schweizer Handballspielerin
- Brütsch, Nicola (* 1997), Schweizer Unihockeyspieler
- Brutsche, Jackie (* 1977), Schweizer Musikerin, Filmemacherin, Schauspielerin, Künstlerin und Designerin
- Brutscheidt, Kjell (* 1996), deutscher Theater- und Fernseh-Schauspieler
- Brutscher, Markus (* 1966), deutscher Opernsänger (Tenor)
- Brutscher, Toni (1925–1983), deutscher Skispringer und Musiker
- Brutschin, Christoph (* 1958), Schweizer Politiker (SP)
- Brutschin, Eugen (* 1894), deutscher Fußballspieler
- Brutschin, Riccardo (* 1992), deutscher Rennfahrer
- Brutschin-Hansen, Hermine (1905–1971), deutsche Gastwirtin und Hamburger Original

### Brutt
- Brütt, Adolf (1855–1939), deutscher Bildhauer
- Brütt, Barthold Friedrich (1816–1866), deutscher Porzellan- und Porträtmaler sowie Fotograf
- Brütt, Ferdinand (1849–1936), deutscher Maler
- Brütt, Friedrich (1844–1921), deutscher Verwaltungsjurist und Politiker in Schleswig-Holstein
- Brütt, Henning (1888–1979), deutscher Chirurg, Urologe und Neurochirurg
- Brutt, Pawel Alexandrowitsch (* 1982), russischer Radrennfahrer
- Bruttedius Niger, römischer Politiker und Autor
- Bruttia Crispina (* 164), Gattin des römischen Kaisers CommodusBruttia Crispina (* 164)

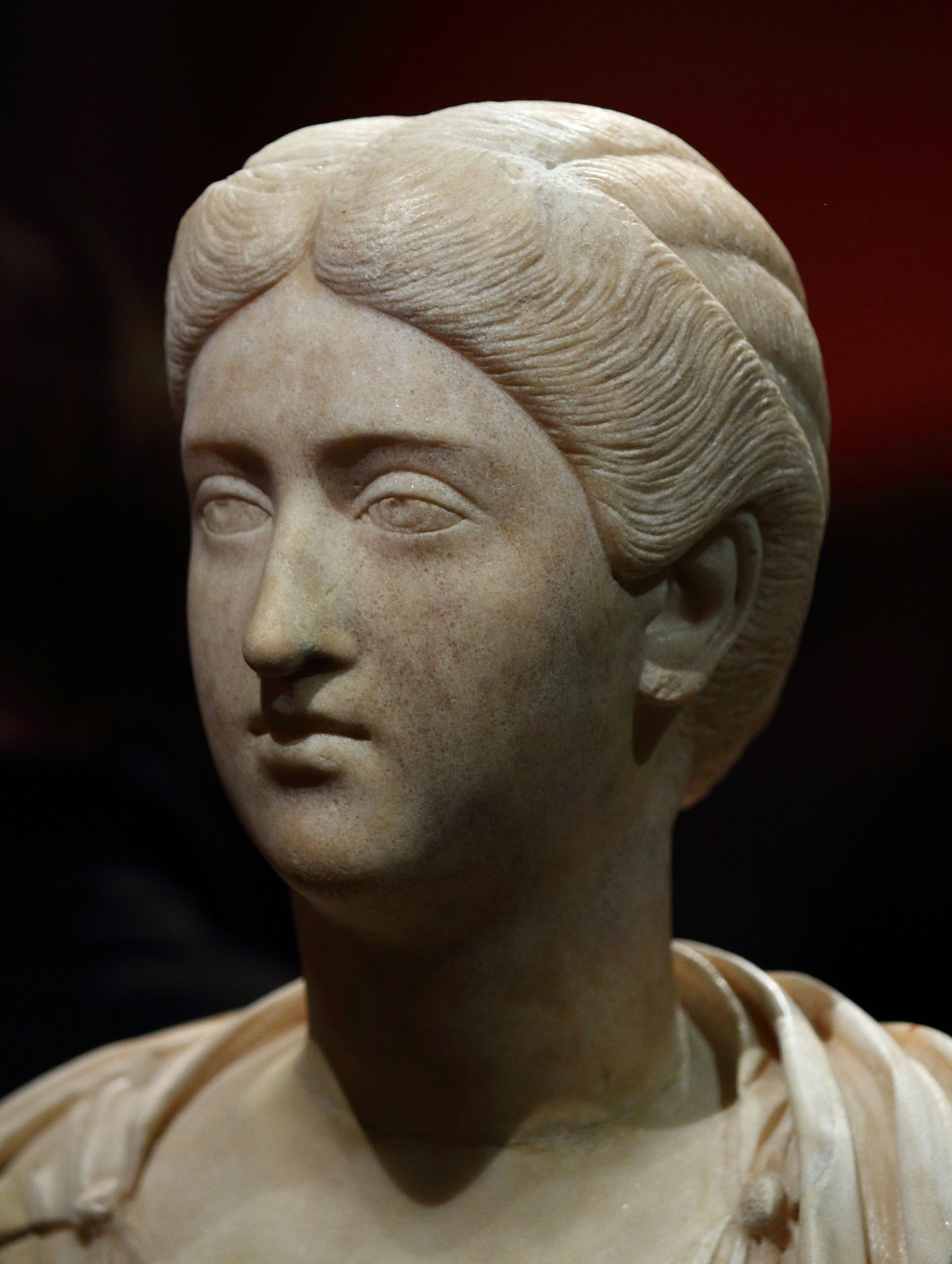
Bruttia Crispina (* 164)

- Brütting, Eugen (1918–1991), deutscher Schumacher und Sportschuhfabrikant
- Brütting, Fabian (* 1988), deutscher Basketballspieler
- Brütting, Frederick (* 1983), deutscher Politiker (SPD)
- Brütting, Georg (1913–1997), deutscher Flieger, Rektor und Bürgermeister
- Brütting, Irene (1935–2018), deutsche Leichtathletin
- Bruttius Crispinus, Gaius, römischer Konsul (224)
- Bruttius Praesens, Gaius († 140), römischer Konsul 139
- Bruttius Praesens, Gaius, römischer Konsul 153 und 180
- Bruttius Praesens, Gaius, römischer Konsul 217
- Bruttius Praesens, Gaius, römischer Konsul 246
- Bruttius Quintius Crispinus, Lucius, römischer Konsul 187
- Bruttius Sura, römischer Offizier
- Brutto, Raffaella (* 1988), italienische Snowboarderin
- Bruttomesso, Alberto (* 2003), italienischer Radrennfahrer

### Brutu
- Brutus, antiker römischer Toreut
- Brutus Albinus, Decimus Iunius († 43 v. Chr.), römischer Politiker und Soldat, einer der Mörder Julius Caesars
- Brutus, Cacsmy (1989–2019), US-amerikanisch-haitianisches Model und Behindertenrechtsaktivistin
- Brutus, Dennis (1924–2009), südafrikanischer Lyriker
- Brutus, Duly, haïtianischer Diplomat und Politiker

### Brutz
- Brützel, Christian (1798–1871), deutscher Landwirt und Politiker
- Brützel, Josias Wolrat (1653–1733), deutscher Bildschnitzer, Bildhauer und Tischler des Barocks
- Brutzer, Friedrich (1879–1958), deutscher Vizeadmiral der Reichsmarine
- Brutzer, Heinrich Wilhelm (1795–1872), Handelslehrer im Dienste Württembergs
- Brutzer, Karl (1894–1964), deutscher Maler
- Brutzkus, Boris (1874–1938), russischer Ökonom